# Всемирная федерация капоэйры
Всемирная Федерация Капоэйры (WCF; англ. World Capoeira Federation; WCF, — всемирная управляющая организация в капоэйра
Была основана в 2011 году и получила государственную регистрацию в Эстонии.
Федерация прошла государственную регистрацию 4 ноября 2011 года в городе Таллин — столице Эстонии (регистрационный номер: 8033439).
Членами Всемирной Федерации Капоэйра в основном являются национальные федерации и ассоциации, принадлежащие «Capoeira Brasil», «MUZENZA», «AXE Capoeira», «Capoeira Berimba» и другим крупным международным группам капоэйра.

## История
Идея создания подобной организации была предложена 18 июня 2011 году в городе Баку, Азербайджан, во время третьего всемирного форума по капоэйра. Автор идеи Джамиль Хусейн. Во время форума в основном были затронуты вопросы, касающиеся современного состояния международных групп капоэйра, их раздельного существования, способствующего замедлению развития короэйры.
После длительных обсуждений и дискуссий участники форума пришли к такому выводу, что единственным способом выхода из сложившейся ситуации является создание новой всемирной организации капоэйра, объединяющей все группы.
Таким образом, участниками форума было принято решение создать новую всемирную организацию кароэйра.

## Цели
Основными целями федерации является:
1. признание капоэйры как вида спорта со стороны Международного Олимпийского Комитета и присоединение капоэйра к Олимпийскому движению;
2. привлечение спортсменов к массовым соревнованиям.
3. Пропагандировать капоэйру, как вид спорта, и её этические ценности, как предмет воспитания и жизнеутверждающей и жизнеполагающей деятельности.
4. Поощрять занятия капоэйрой на всех уровнях во всём мире независимо от возраста, пола или расы.
5. создание дружеских и братских отношений между национальными федерациями капоэйры.

## Руководство
- Президент —  Пауло Салес Нето
- Вице-президент —  Рамид Нифталиев
- Вице-президент —  Роман Белов
- Генеральный секретарь —  Джамиль Хусейн
- Председатель совета мастеров—  Луис Алберто Симас
- Председатель судейской комиссии —  Андре Cерутти